# Nazionale femminile di roller derby della Svizzera
La nazionale di roller derby della Svizzera è la selezione maggiore femminile di roller derby, il cui nickname è Team Switzerland, che rappresenta la Svizzera nelle varie competizioni ufficiali o amichevoli riservate a squadre nazionali. Ha esordito in competizioni ufficiali nel campionato mondiale di roller derby 2014 che si è tenuto a Dallas dal 4 al 7 dicembre 2014, classificandosi ventisettesima.

## Risultati
Legenda: Grassetto: Risultato migliore, Corsivo: Mancate partecipazioni

## Dettaglio stagioni

### Amichevoli
| Stagione | Vin | Par | Per | Tot | PF  | PS  | avversaria |
| -------- | --- | --- | --- | --- | --- | --- | ---------- |
| 2014     | 1   | 0   | 0   | 1   | 232 | 135 | Italia     |
|          |     |     |     |     |     |     |            |
| Totale   | 1   | 0   | 0   | 1   | 232 | 135 |            |

### Tornei

#### Mondiali
| Stagione | regular season | regular season | regular season | regular season | regular season | regular season | playoff | playoff | playoff | playoff | playoff | playoff        | playoff    |
|          | Vin            | Par            | Per            | Tot            | PF             | PS             | Vin     | Per     | Tot     | PF      | PS      | risultato      | avversaria |
| -------- | -------------- | -------------- | -------------- | -------------- | -------------- | -------------- | ------- | ------- | ------- | ------- | ------- | -------------- | ---------- |
| 2014     | 0              | 0              | 3              | 3              | 267            | 628            | 0       | 1       | 1       | 136     | 193     | Ventisettesima | Italia     |
|          |                |                |                |                |                |                |         |         |         |         |         |                |            |
| Totale   | 0              | 0              | 3              | 3              | 267            | 628            | 0       | 1       | 1       | 136     | 193     |                |            |

### Riepilogo bout disputati
| Anno | Luogo  | Evento     | Fase del torneo      | Incontro              | Risultato |
| 2014 | Zurigo | Amichevole |                      | Svizzera - Italia     | 232 - 135 |
| 2014 | Dallas | Mondiale   | Fase a gironi        | Francia - Svizzera    | 369 - 27  |
| 2014 | Dallas | Mondiale   | Fase a gironi        | Svizzera - Portogallo | 132 - 139 |
| 2014 | Dallas | Mondiale   | Fase a gironi        | Svizzera - Brasile    | 108 - 120 |
| 2014 | Dallas | Mondiale   | Fase di consolazione | Svizzera - Italia     | 136 - 193 |

## Confronti con le altre Nazionali
Questi sono i saldi della Svizzera nei confronti delle Nazionali incontrate.

### Saldo in pareggio
| Nazionale | Giocate | Vinte | Pareggiate | Perse | PF  | PS  | Ultima vittoria | Ultimo pari | Ultima sconfitta |
| --------- | ------- | ----- | ---------- | ----- | --- | --- | --------------- | ----------- | ---------------- |
| Italia    | 2       | 1     | 0          | 1     | 368 | 328 | 2014            | -           | 2014             |

### Saldo negativo
| Nazionale  | Giocate | Vinte | Pareggiate | Perse | PF  | PS  | Ultima vittoria | Ultimo pari | Ultima sconfitta |
| ---------- | ------- | ----- | ---------- | ----- | --- | --- | --------------- | ----------- | ---------------- |
| Francia    | 1       | 0     | 0          | 1     | 27  | 369 | -               | -           | 2014             |
| Brasile    | 1       | 0     | 0          | 1     | 108 | 120 | -               | -           | 2014             |
| Portogallo | 1       | 0     | 0          | 1     | 132 | 139 | -               | -           | 2014             |